# Kérity (Penmarch)

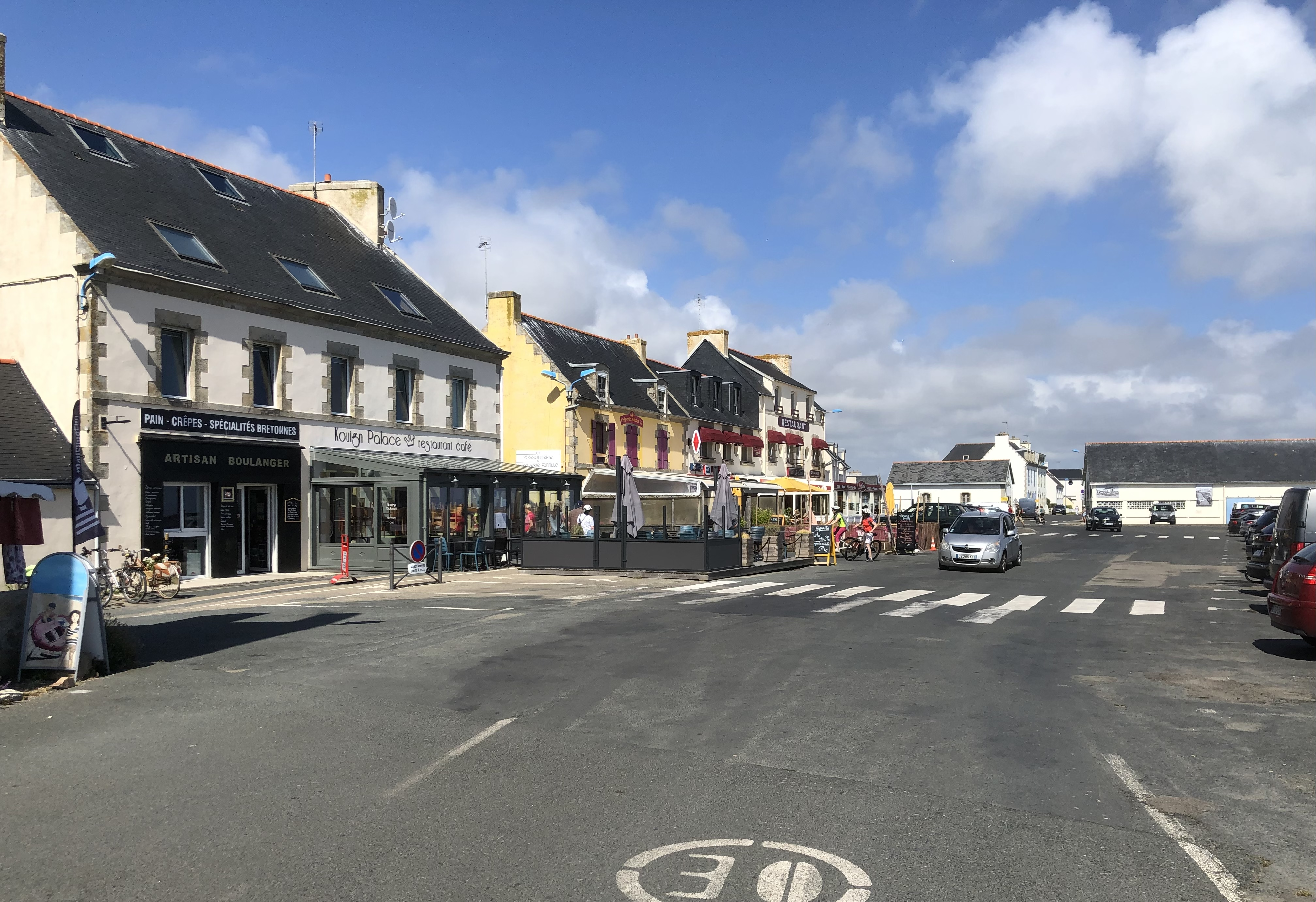
Kérity, Quai du Général de Gaulle, 2022

Kérity (bretonisch Keriti-Penmarc'h) ist ein Ortsteil der Gemeinde Penmarch im französischen Département Finistère in der Bretagne an der Biskaya.

## Lage
Das Dorf befindet sich als Küstenort an der Biskaya an der Südküste der Bretagne und verfügt über einen Hafen. Penmarch, der Hauptort der Gemeinde, liegt nordöstlich etwas weiter im Inland. In der See ist Kérity die Inselgruppe Les Étocs sowie einige weitere kleine Inseln und Riffe vorgelagert.

## Geschichte

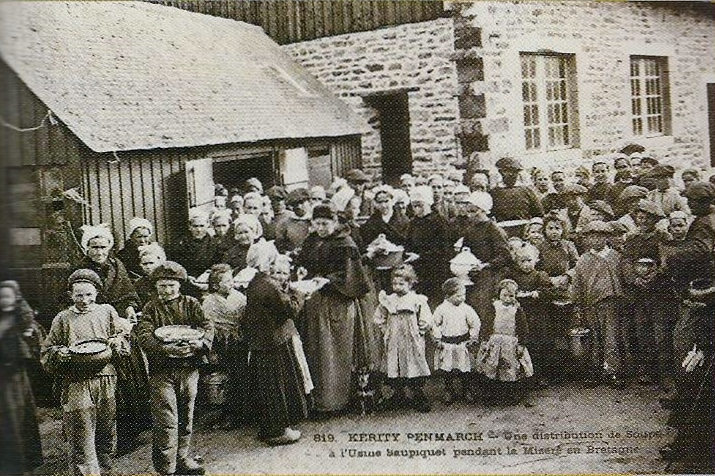
Verteilung von Suppe in Kérity im Jahr 1903

Kérity war bis in das 16. Jahrhundert ein bedeutender Hafen und wichtigster Handelsplatz im Pays Bigouden. Mit den Auswirkungen der Religionskriege Ende des 16. Jahrhunderts riss diese Entwicklung ab. Im Zuge eines Aufschwungs in den 1950er Jahren wurden benachbarte geschütztere Häfen ausgebaut, nicht jedoch Kérity. Mit dem Ende der Fischerei in Kérity Ende der 1990er Jahre verlor der Hafen seine wirtschaftliche Bedeutung, wird jedoch weiter als Freizeithafen genutzt. In den 1980er Jahren gab es letztlich jedoch erfolglose Bemühungen den bei Ebbe jeweils trocken fallenden Hafen komfortabler auszubauen.

## Bauwerke

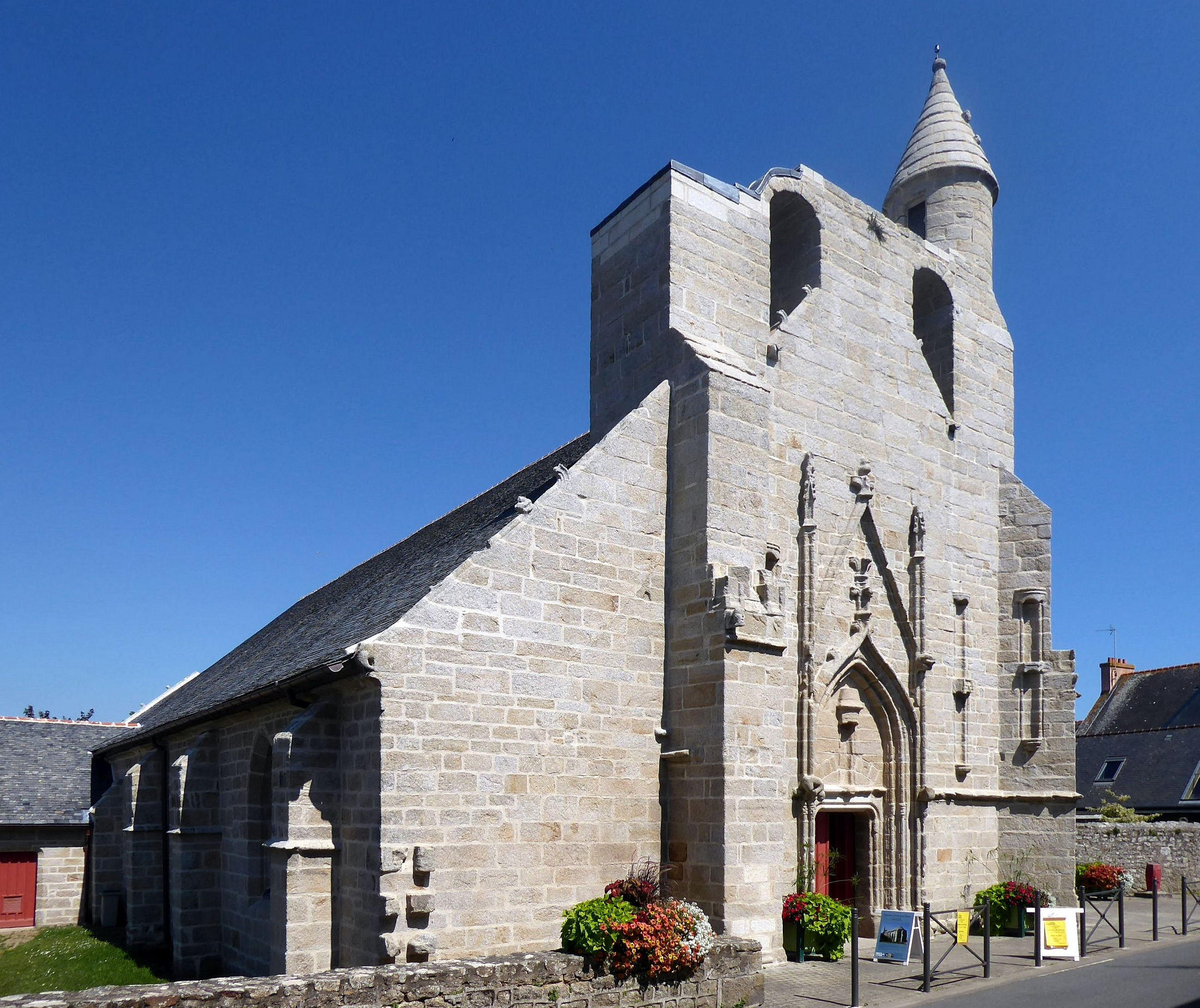
Ste-Thumette, 2018

Im Ort befindet sich die im 16. Jahrhundert errichtete und als Monument historique eingetragene Kirche Ste-Thumette. Im Umfeld der Kirche haben sich eine Reihe spätgotischer Häuser erhalten. Ebenso der Spätgotik zuzurechnen sind nördlich der Kirche die Herrenhäuser Manoir de Kerbezec sowie das Manoir de Kerouzy.
Die ursprünglich als Fischmarkt genutzte kleine Halle wurde in eine Gemeindehalle umfunktioniert.

## Wirtschaft
Kérity hat eine gewisse touristische Bedeutung und verfügt über Gastronomie- und Einzelhandelsbetriebe. Darüber hinaus besteht das 1955 gegründete Kino Eckmuhl, das seit 1998 durch die Gemeinde betrieben wird. Die ursprünglich dominierende Fischereiwirtschaft wird bis auf wenige Küstenfischer nicht mehr von Kérity aus betrieben.
Der Hafen des Orts ist ein Gezeitenhafen, sodass die Schiffe bei Ebbe auf Grund liegen.

## Persönlichkeiten
Im Ort verstarb der Maler Jules Wielhorski (1875–1961).

## Legende
Einer Legende nach soll die Heilige Thumette nach ihrer Landung auf der Île Nonna einen Kieselstein geworfen haben, um so zu entscheiden, wo sie eine Einsiedelei gründen und mit der Verbreitung des Christentums beginnen soll. Der Stein soll im etwa 2,3 Kilometer entfernten Kérity aufgeschlagen sein, wo sie sich dann niedergelassen habe.